# Liten rosenkvitten
Liten rosenkvitten (Chaenomeles japonica) är en rosväxtart som först beskrevs av Carl Peter Thunberg, och fick sitt nu gällande namn av John Lindley och Édouard Spach. Liten rosenkvitten ingår i släktet rosenkvittnar, och familjen rosväxter. Inga underarter finns listade i Catalogue of Life.

## Bildgalleri

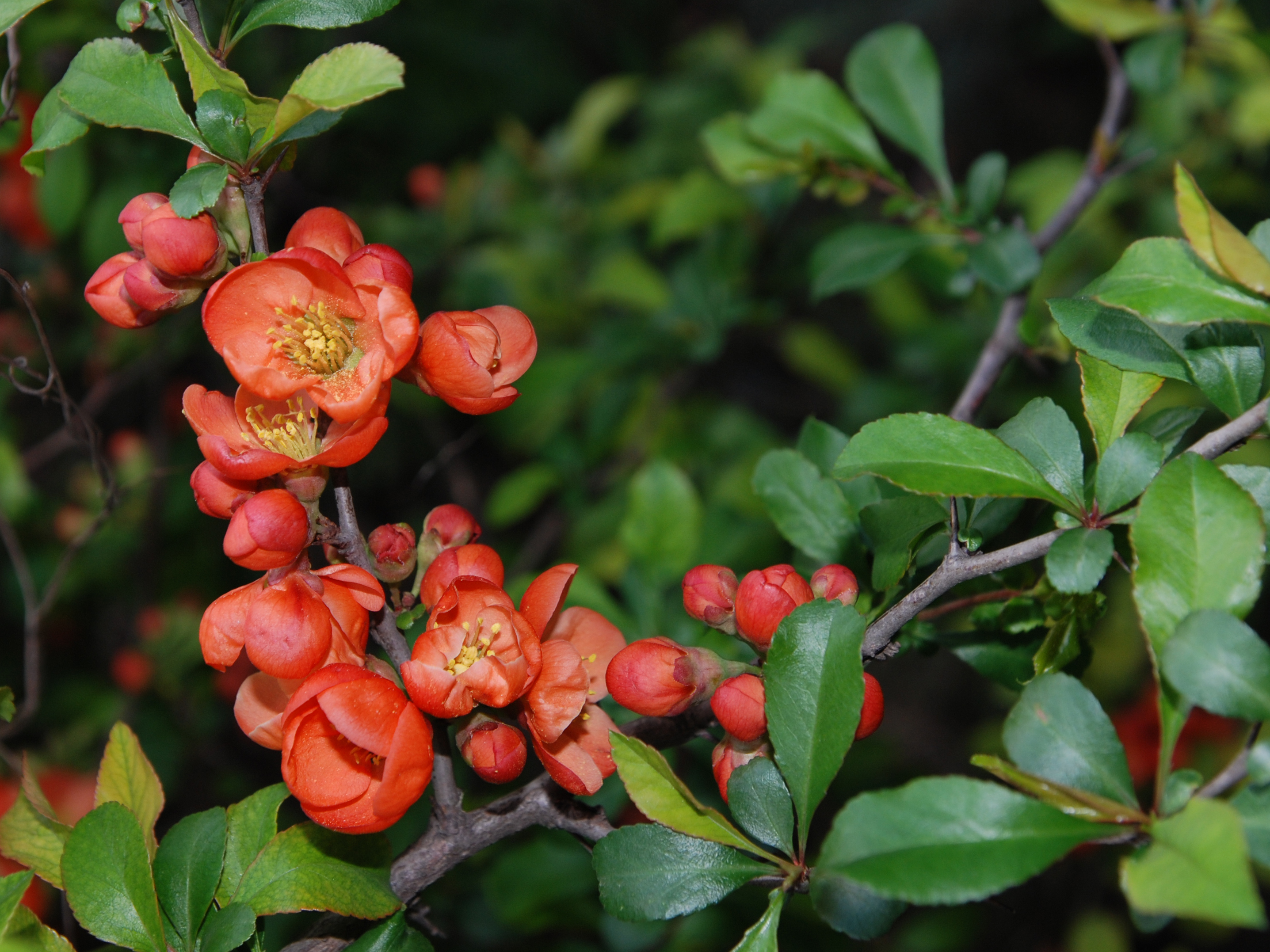
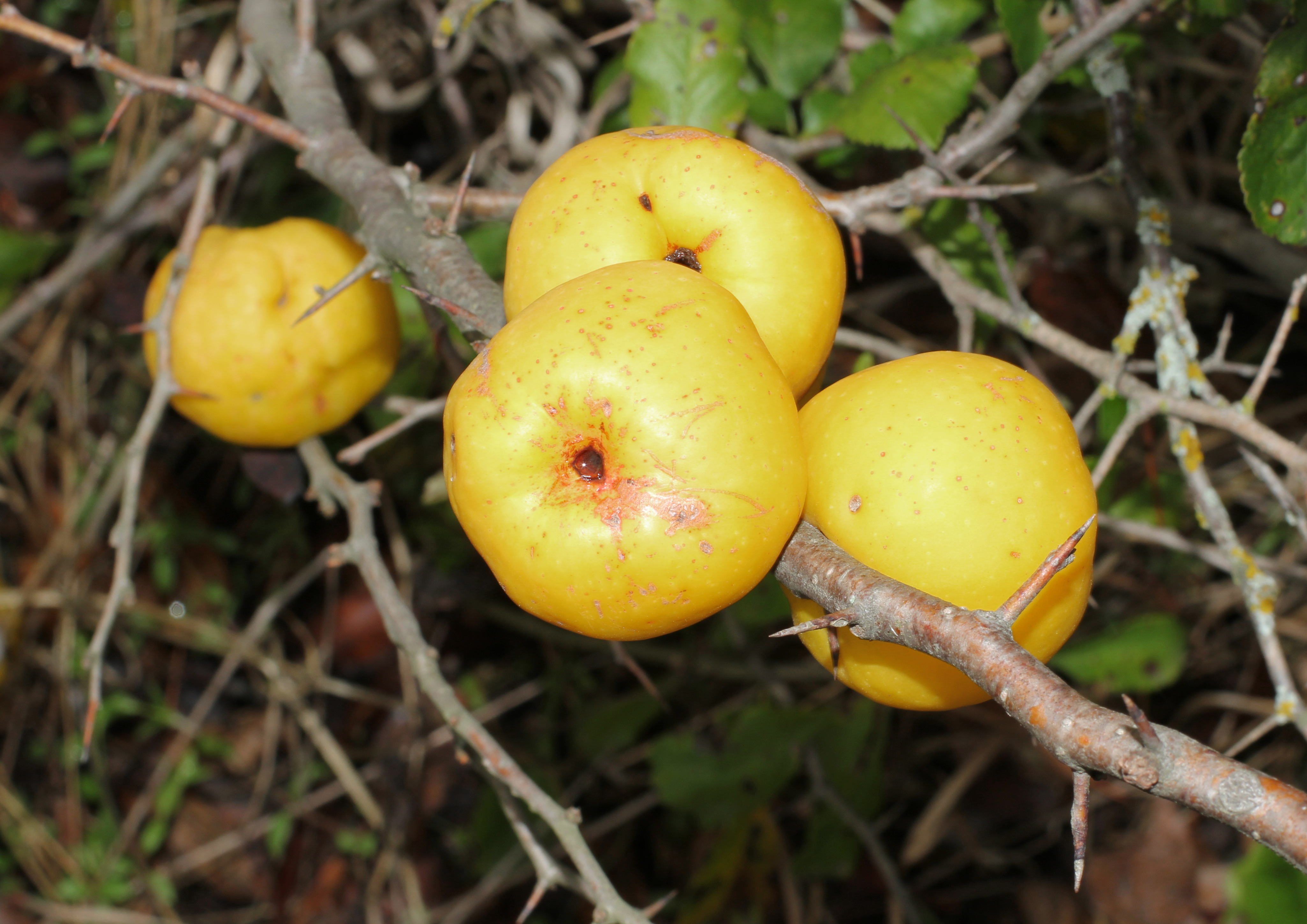
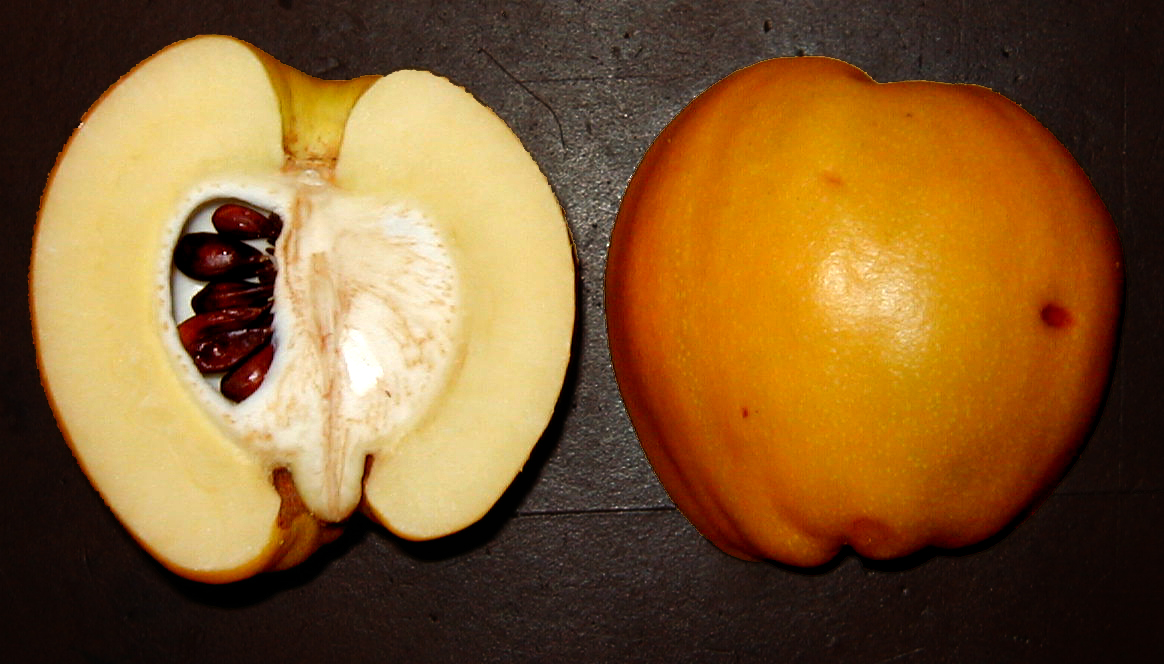
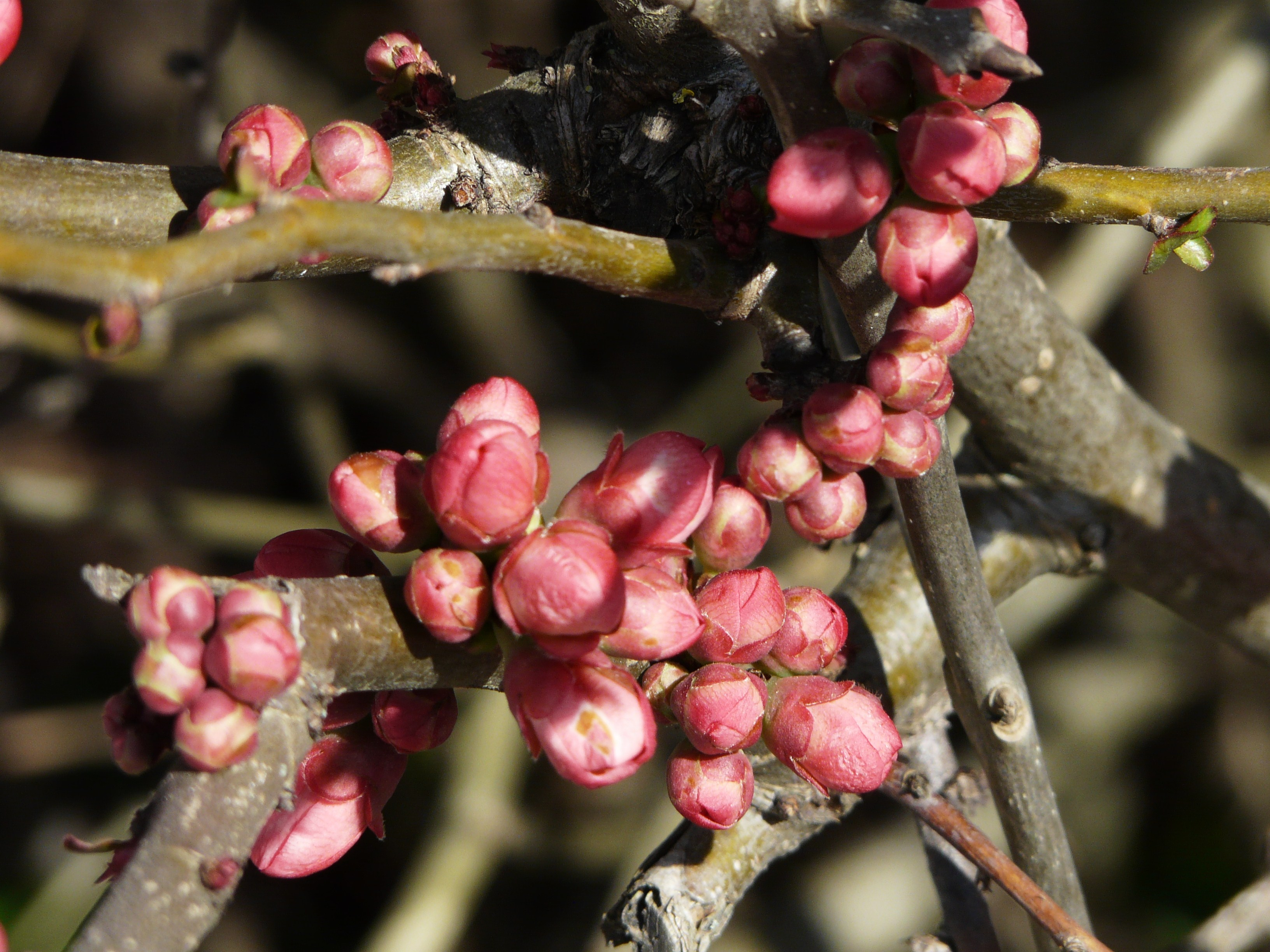
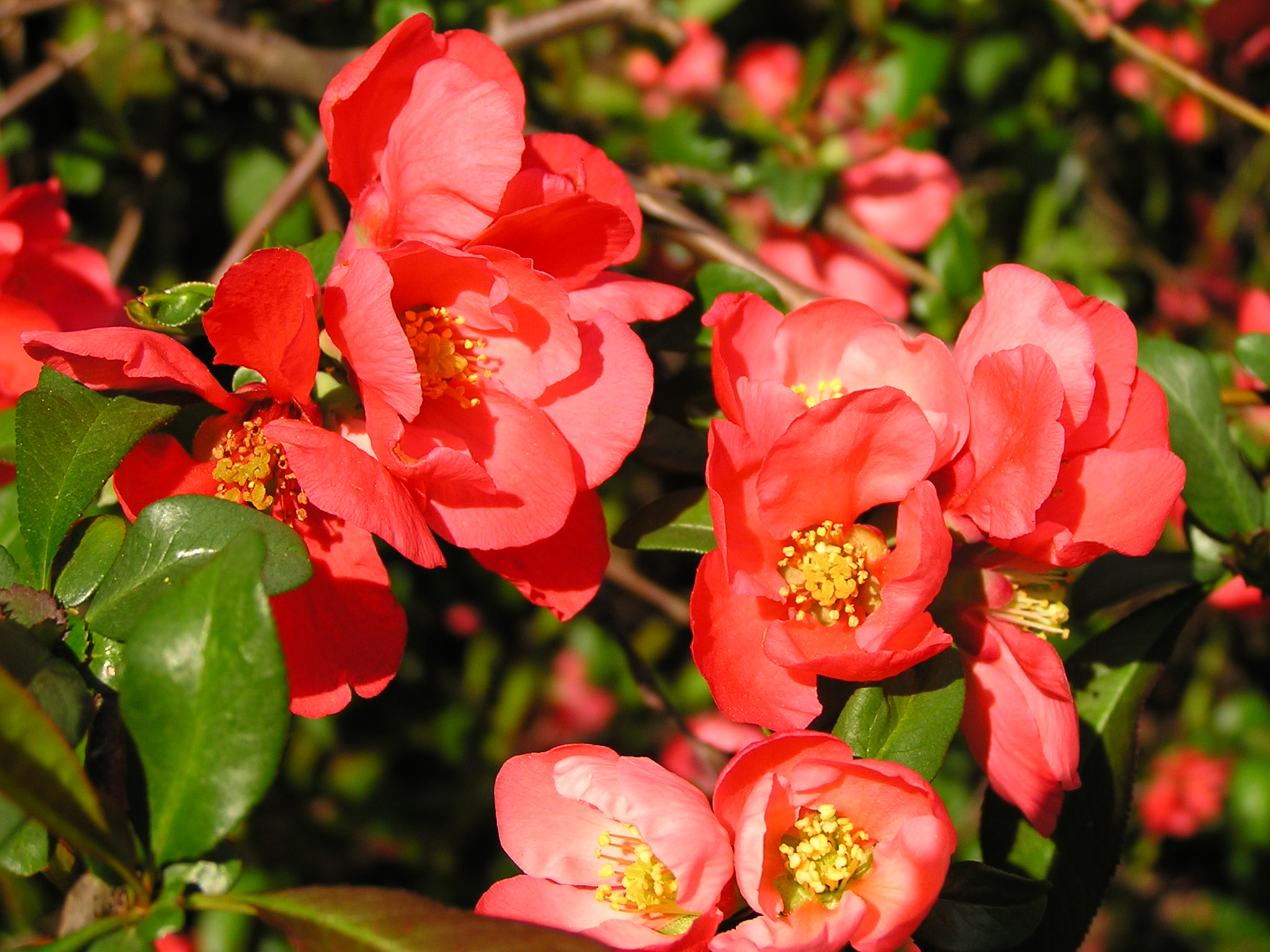
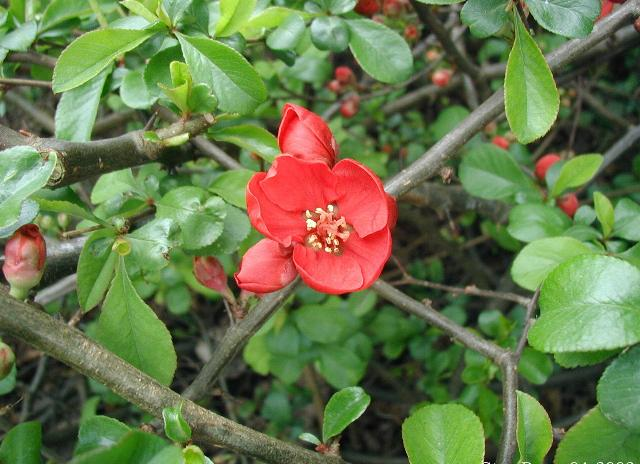